# Wolf (herb szlachecki)

Wolff

Wolf (Wolff, Wulf) – herb szlachecki.

## Opis herbu
Ze względu na niedoskonałość polskiego blazonowania istnieją różne opisy tego herbu i różne wizerunki w dawnych herbarzach:
- Niesiecki: Lew powinien być w polu: błękitnym, przez które trzy pasy żółte, jeden nad drugim idą
- W tym samym wydaniu herbarza Niesieckiego, drzeworyt przedstawia herb niezgodny z opisem, mianowicie: Tarcza dwudzielna w pas, w polu górnym srebrnym lew wspięty, w dolnym, błękitnym trzy skosy srebrne. W klejnocie lew wspięty między orlimi skrzydłami.
- Dachnowski: Ma być lew modry wspięty, korona na głowie, żółte (sic!) pazury, w polu białym (!), na którym pasy czerwone jako wręby. Na hełmie lew wpoły modry wspięty, podle niego z obu stron dwa gołe miecze i skrzydła dwoje białe
- Występuje ponadto odmiana herbu z lwem bez korony oraz z dwoma mieczami z ostrzami ku górze po jednym z obu stron wizerunku herbowego. W hełmie nad koroną rangową lew pomiędzy dwoma skrzydłami rozpostartymi ku górze.

## Najwcześniejsze wzmianki
Cesarz Maksymilian I Habsburg, w 1504, nadał Kasprowi Wolff tytuł rycerski w nagrodę za zasługi wojenne oraz herb, który dziedziczyli jego potomkowie. Kasper Wolff wraz z oddziałem piechoty przybył do Bawarii z odsieczą cesarzowi Maksymilianowi. Wojciech, książę saski odznaczył go wcześniej pasem kawalerskim w nagrodę za męstwo. Kasper Wolff brał udział w licznych bojach z Francuzami, Anglikami, Węgrami i Czechami. Z jednej z wojen przywiózł bogate łupy oraz 4 czeskie chorągwie, które zawiesił w jednym z kościołów w Argentynie.

## Herbowni
Rodzina niemiecka Wolff z Prus; gałąź rodziny Wolff (pochodząca z Westfalii) osiedliła się w Inflantach w czasach świetności zakonu krzyżackiego; Ich dobra sąsiadowały ze starostwem dyneburskim. Część rodziny zamieszkała w Wielkim Księstwie Litewskim. Z nimi spokrewnieni są Straszyńscy. Herbem tym pieczętowała się również niemiecka rodzina Ludinghaus. Podobny temu herb przypisywany jest Benedyktowi I, biskupowi poznańskiemu zmarłemu w 1048. Taką informację podaje Niesiecki za Dlugoß in Vit. Episco. Posnan. Nazwisko Ludinghaus oraz herb Wolf wymienia Władysław IV Waza, król Polski w jednym z listów z 15 lipca 1644. Wspomina w nim o Tromboldim z Ludinghaus.

### Znani
- Heindenryk Wolff (scholastyk i proboszcz, następnie biskup Münster ok. 1400); zmarł na puchlinę.[2]

- Fryderyk Wolff z Austrii (cesarski spowiednik; jezuita).[2]

- Tromboldi z Ludinghaus starosta dyneburski i Generał Artylerii Koronnej. Po śmierci Władysława IV, brał udział m.in. wraz z Witowskim, kasztelanem sandomierskim w bitwie z Kozakami pod Piławcami. W czasach późniejszych dowodził częścią wojska w Krakowie. W czasach potopu szwedzkiego, wraz ze Stefanem Czarnieckim bronił przez 3 tygodnie Krakowa. Pozbawieni wsparcia militarnego, zmuszeni byli do kapitulacji. Tromboldi z Ludinghaus przewodził rozmowom ze Szwedami celem określenia warunków poddania się.[3]. Czarniecki rozważał przejście na stronę Karola Gustawa lecz za namową królowej Ludwiki Marii Gonzagi, pozostał w służbie Jana Kazimierza. Zaciągniętą przez Tromboldiego pożyczkę ze skarbu państwa na rzecz swojego oddziału, spłacać mieli jeszcze jego potomkowie.[4].

- Jan Wolff (brat Frambolda; protoplasta pruskiej gałęzi rodziny) - starosta dyneburski i oberszter Gwardii Królewskiej. Ożenił się z Rembowską. W 1653 był posłem na sejm, a następnie deputatem Litewskiego Trybunału Skarbowego[5]. Za rządów Władysława IV sprawował funkcję komendanta na Drohobuzie.

- Aleksander Ludwik Wolff (syn Jana) - starosta feliński, piasecki, obornicki i wasiliski. Ożenił się z Jadwigą Katarzyną Gultowską, wdową po Stanisławie Kostce ze Sztemberka (Stążkowa). Stanisław Kostka był starostą lipińskim. Po śmierci żony, Aleksander Ludwik, wstąpił do zakonu i w roku 1674 został opatem pelplińskim i nominatem Biskupstwa Inflanckiego. Biskupem nie został. Zmarł w drodze do Francji w 1679. Jego siostra, Konstancja, była zakonnicą w regule Benedyktynów. Zmarła w 1671; pochowana w jednym z poznańskich kościołów. Zostawiła po sobie liczną korespondencję w języku łacińskim.

- Teodor Wolff, syn Fryderyka (starosty dyneburskiego i podkomorzego derpskiego) i Anny Denhoff. Wstąpił do zakonu jezuitów w tym samym roku co jego brat Jerzy lecz w oddzielnych miejscowościach. Jerzy spędził życie w Toruniu. Jako arcanorum nature Scrutator praktykował ziołolecznictwo. Teodor został biskupem koadiutorem Biskupstwa Inflanckiego. W okresie od 10 listopada 1710 do 9 maja 1712 był biskupem diecezji chełmskiej. Zmarł w 1712 w Warszawie. Przed śmiercią, ofiarował katedrze Krasnostawskiej bogato inkrustowany krzyż ze srebra o wadze 15 funtów i wartości 1800 monet praskich.[6]

- Marianna Wolff (siostra Jerzego i Teodora) - filantropka i fundatorka, córka Fryderyka, żona Jana Kossa (wojewody chełmińskiego, zmarłego w 1702). Kasper Niesiecki chwalił jej pobożność, szczodrość i intelekt. Nie szczędziła wydatków na kolegium jezuickie w Grudziądzu. Prowadziła nieodpłatną szkołę dla ubogich dziewcząt, które również wspierała finansowo. Zmarła w 1720; pochowana w kaplicy jezuitów w Toruniu, którą odrestaurowała. Miała dwie siostry, tj. Konstancję (po mężu Zyberkową), kasztelanową inflancką i Franciszkę za Podbereskim Starostą Hlińskim.

- Jan Karol Wolff z Ludinghaus - starosta bydgoski i piasecki; oberszterleitnant; poseł z Województwa Pomorskiego; podpisał elekcję Jana III Sobieskiego. Elekcję podpisali też: Adam Franciszek Wolff (porucznik wojsk królewskich I Rzeczypospolitej) i Henryk Wolff (major J.K.M.) W roku 1683 Jan Karol został delegowany przez sejm na komisarza do granic od margrabstwa.[7]

- Jerzy Wolff – kanonik poznański i warmiński, kustosz szkalmirski (1681).